# Галимуллина, Альфия Фоатовна
Альфия Фоатовна Галимуллина (тат. Әлфия Фоат кызы Галимуллина; род. 12 апреля 1969, Казань, Татарская АССР, РСФСР, СССР) — российский литературовед, литературный критик. Доктор педагогических наук (2013).

## Биография
Альфия Фоатовна Галимуллина родилась 12 апреля 1969 года в Казани. Из семьи Файрузы и Фоата Галимуллиных, доктора филологических наук, есть младший брат Фарит (кандидат исторических наук). В 1986 году поступила на русское отделение историко-филологического факультета Казанского государственного педагогического института, который окончила в 1990 году с отличием, получив специальность учителя русского языка и литературы.
В 1996—1999 обучалась в очной аспирантуре на кафедре русской, зарубежной литературы и методики преподавания КГПУ, а в 2001 году получила учёную степень кандидата педагогических наук по итогу защиты диссертации по теме «Формирование понятия о классицизме у старшеклассников на уроках русской литературы в процессе изучения лирики: на материале национальных школ Республики Татарстан». В 2006 году поступила в очную докторантуру кафедры методики преподавания литературы факультета русской филологии Московского педагогического государственного университета, в 2007 год получила учёное звание доцента, а в 2013 году защитила диссертацию «Формирование представлений о литературных традициях Древней Руси и XVIII века у студентов национальных отделений педагогических вузов» с присвоением степени доктора педагогических наук.
Работала в Татарском государственном гуманитарно-педагогическом университете, занимала пост профессора кафедры русской и зарубежной литературы Института филологии и межкультурной коммуникации имени Л. Н. Толстого Казанского (Приволжского) федерального университета, ныне является профессором кафедры русской литературы и методики её преподавания Института филологии и межкультурной коммуникации Высшей школы русского языка и межкультурной коммуникации имени И. А. Бодуэна де Куртенэ КФУ. Также преподавала на объединённой кафедре специальных и гуманитарных дисциплин в казанском филиале Московского государственного академического художественного института имени В. И. Сурикова. Член Союза писателей Республики Татарстан (2011), Российского общества преподавателей русского языка и литературы (2015), Общества русской словесности (2016). Член Союза переводчиков России (2020), где также состоит членом правления.
Специализируется на методике преподавания русской литературы в национальной школе и в высших учебных заведениях, занимается вопросами диалога культур, сравнительной и сопоставительной филологии, русско-татарских литературных взаимосвязей, в круг её научных интересов входят русская литература XVIII века, татарская и детская литературы. Значительное место в научной деятельности Галимуллиной занимает популяризация жизни и творчества Г. Р. Державина, его взаимосвязи с татарской поэзией и культурой. Также является автором исследований творчества таких поэтов, как Р. Бухараев, Р. Харис. Является автором более сотни публикаций научного и методического характера, выступает с литературной критикой в различных журнала России и Татарстана. Состоит членом редакционной коллегии журналов «Казань» (2020) и «Мәгариф» (2017), членом учёного совета Национального музея Республики Татарстан (2017).

## Награды
- Республиканская премия имени Г. Р. Державина (2016 год, совместно с Р. Харисом) — за книгу «Г. Р. Державин. Родник: оды, стихотворения»[16]. Вручена министром культуры Республики Татарстан А. М. Сибагатуллиным[тат.] на церемонии в рамках Всероссийского поэтического фестиваля имени Г. Р. Державина в Лаишево[17].
- Премия «Золотое перо Руси» (2021 год) — за книгу «Я жил, сколь мог, для общего добра…» (Судьба и творчество Г. Р. Державина)[18].
- Премия «ЛиФФт» (2022 год) — за книгу «Вселенная Равиля Бухараева»[19].
- Литературная премия имени А. М. Горького (2023 год) — за литературное исследование творчества Равиля Бухараева[20].
- Нагрудный знак «За заслуги в образовании» (2019 год, министерство образования и науки Республики Татарстан), «За достижения в культуре» (2018 год, министерство культуры Республики Татарстан)[18].
- Лауреат конкурса КФУ «Женщина года. Мужчина года: женский взгляд» в номинации «Женщина года — ученый» (2017 год)[21].